# Delfín Sporting Club
Delfín Sporting Club, más conocido como Delfín, es un club deportivo ecuatoriano originario de la ciudad de Manta, fundado el 1 de marzo de 1989. Su disciplina principal es el fútbol, su plantel masculino participa en la Serie A de Ecuador, mientras el plantel femenino compite en la Serie A Femenina Amateur de Ecuador.
Debido a su particular nombre, el equipo es apodado como «El Cetáceo». También se lo conoce como «El Ídolo de Manta» porque es el equipo más popular de la urbe mantense.
Su máximo logro deportivo es su título en el Campeonato Ecuatoriano de 2019. También ha sido subcampeón en el Campeonato Ecuatoriano de 2017, la Copa Ecuador 2018-19 y la Supercopa de Ecuador 2020, además de tener varios títulos de las divisiones inferiores. Su mayor rivalidad es con la Liga Deportiva Universitaria de Portoviejo, al ser ambos los dos equipos más laureados y populares de la Provincia de Manabí, juntos protagonizan el Clásico Manabita También tiene gran rivalidad con el Manta Fútbol Club, con quién disputa el Clásico mantense.
El club juega sus partidos de local en el estadio Jocay, donde comparte localía con el Manta F.C. El escenario deportivo tiene una capacidad de 22.000 personas y es propiedad de la Liga Deportiva Cantonal de Manta.  Su sede deportiva, el Complejo Deportivo Los Geranios, se encuentra en el barrio homónimo de la ciudad de Manta.

## Historia

### Fundación e inicios

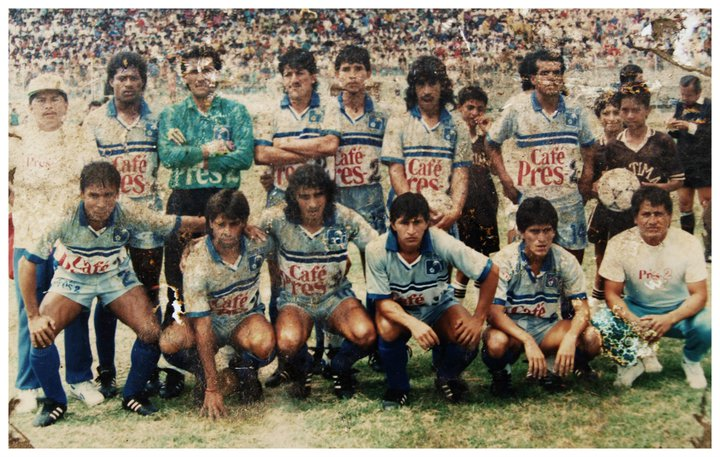
Delfín Sporting Club en 1991.

Fundado el 1 de marzo de 1989 al serle cedida la franquicia del Club Deportivo 9 de Octubre de Manta, el equipo cetáceo comenzó su historia ganando el ascenso a la Serie A, a mediados de ese mismo año con una plantilla con pocas figuras y desconocidos se convertiría en histórico. Entre ellos estaban: Alcides de Oliveira, Miguel Ángel Tzitzios, Fray Castañeda, Fernando Hidalgo y Johnny León. Ya en la Serie A Delfín continuó su camino con sorpresivos triunfos contra los equipos más grandes del fútbol nacional.
En 1990, llegan nuevos dirigentes como es el caso de Jhonny Loor que continuó el proyecto de los fundadores del club, Joselo Mieles, José Álava y Óscar Guillén. Se mantuvo la base del plantel que logró el ascenso el año anterior pero con la gran baja de Alcides de Oliveira y se sumaron al equipo cetáceo: José "El Negro" Valencia, Janio Pinto, Galo Vásquez y Rodolfo Abalde. Delfín debutó en el estadio Jocay contra Macará frente a 1.200 espectadores. El equipo mantense derrotó 2 a 0 con goles de José "El Negro" Valencia y Miguel Ángel Tzitzios, El Jocay se convirtió en un fortín donde todos sucumbían ante Delfín: triunfos ante Deportivo Quito, Aucas, Barcelona y Emelec lo mantuvieron en los primeros lugares de la tabla finalmente ese año no se llegó a nada pero desde ahí ya Delfín Sporting Club se convirtió en el ídolo de Manta.
En 1991, el equipo cetáceo ya era respetado por los grandes pero ya no contaba con las figuras del año anterior Galo Vásquez, Janio Pinto, Miguel Ángel Tzitzios, José "El Negro" Valencia serían las bajas más importantes. El equipo contrató al delantero uruguayo Pedro Varela y al argentino Hugo Norberto Toledo. Ese año el equipo tuvo al primer y único goleador que tuvo un equipo mantense a Pedro Varela con 24 goles.
En 1993, Delfín vuelve a armar un equipo competitivo con grandes figuras como Jacinto Espinoza, Jimmy Izquierdo, Julio Guzmán, Marcelo Hurtado, David "Cholo" Bravo, Pedro Mauricio "El Potro" Muñoz, entre otros. En la primera etapa del torneo Delfín logra clasificarse a la liguilla final igualando en puntos con Emelec en el grupo de la muerte de aquel año que estaba conformado por Emelec, el propio Delfín, El Nacional, Liga de Quito, Técnico Universitario y Valdez.
Ya en el octagonal final el primer partido fue contra Barcelona en el Estadio Jocay. El equipo cetáceo ganó con un contundente 2 a 0, así cayeron todos en el Jocay contra El Nacional, Emelec, Deportivo Quito, Liga de Quito y Deportivo Cuenca. El único equipo al que Delfín no pudo derrotar en el Jocay fue al Green Cross de la misma ciudad. Los 2 partidos contra el equipo de la cruz verde, lastimosamente, los perdió.
En 1994, salvó la categoría al derrotar frente al descendido Deportivo Cuenca por penales 4-3 en la definición por el descenso tras la victoria sobre el mismo rival 1-0 en el puerto y la derrota ante el equipo cuencano 2-1 mandando el cuadro morlaco al descenso en la capital azuaya.
Delfín logró mantenerse en la máxima categoría hasta 1995, ganándose el apodo del "Ídolo de Manta" por ser el más representativo de aquella ciudad ecuatoriana.
Sin embargo, el equipo cetáceo perdió la categoría y bajó a la Serie B por primera vez en su historia desde su fundación el 1 de marzo de 1989 luego de 7 temporadas consecutivas en la Serie A tras el descenso de Juventud Italiana a la Serie B en 1971 y el del desaparecido Manta Sport a la Segunda División (hoy Segunda Categoría) en 1985. Tras dos años de lucha, el equipo cetáceo ganó el ascenso a la Serie A en 1997. Volvió a la Serie A en 1998, pero bajó al final del año siguiente, para luego volver a ascender a finales del 2000. En medio del declive del Delfín, los problemas económicos se agudizaron en el nuevo milenio, ya que, a pesar de quedar vicecampeón de la Serie B en el mismo año, volvió a bajar a la Serie B al terminar la temporada de 2001. El espíritu de los cetáceos reflejó la zozobra financiera y la directiva se estancó en la mayor crisis económica. A la pérdida de constancia le siguió una sequía de 5 años en la Serie B, que solo empeoró. Quedaban en último lugar del torneo de la Serie B tras el descenso a Segunda Categoría en 2007, tras 6 temporadas consecutivas en la Serie B.
En toda la historia la Cetácea pasaron grandes figuras como Alcides de Oliveira, Jacinto Espinoza, Miguel Ángel Tzitzios, Janio Pinto, Pedro Varela, José Valencia, Norberto Toledo, José Gavica, Alfonso Obregón, Fray Castañeda, David Bravo, Jimmy Izquierdo, Pedro Mauricio Muñoz, Luis Bertoni Zambrano, Segundo Matamba, entre otros.

### Consolidación

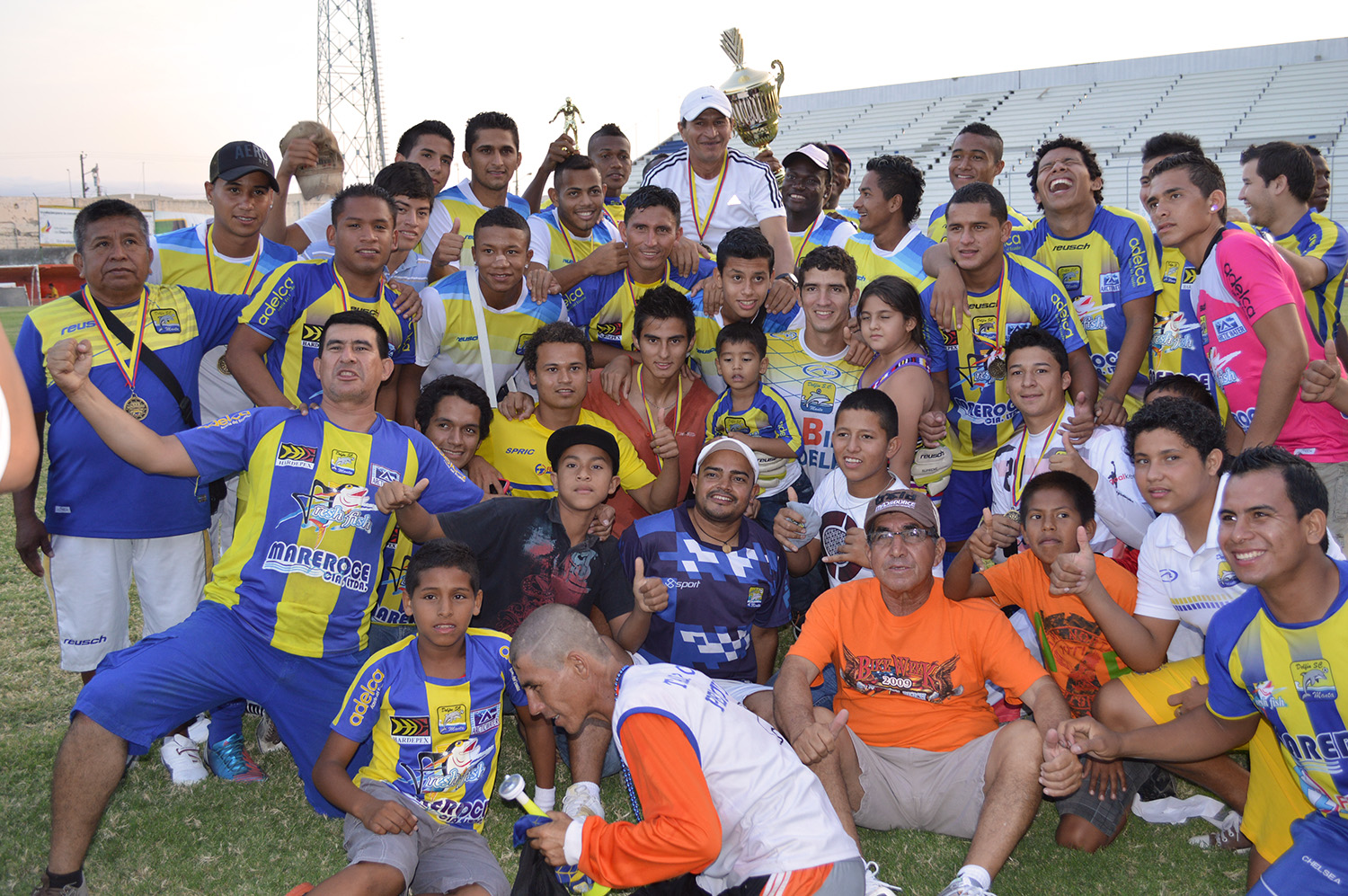
Delfín SC Campeón de la Segunda Categoría 2013.

En el 2013 se conformó un equipo con los mejores jugadores del torneo de Ascenso del 2012, Álex George, Juan Realpe, Márcos Cangá, Joffre Pachito, Jorge Chávez, entre otros, y se mantuvieron jugadores como, Freddy Castillo, Duval Valverde, Cristhian Cedeño y Diego Castañeda, el estratega fue Gilberto Quiñonez, desde los primeros partidos no convencía el juego del club “Cetáceo”, la prensa y la hinchada pedía la salida de Quiñonez, tras perder el “Clásico Manabita” ante Liga de Portoviejo, finalmente se logró clasificar a lo Zonales Provinciales, pero el juego aún no convencía, tras perder 1 a 2 contra Santa Rita en Vinces y empatar 1 a 1 contra Rocafuerte Sporting Club en Manta, Gilberto Quiñonez quedaba fuera de la dirección técnica, los malos resultados no sería lo único negativo en las arcas “Delfinistas”, ya que dos días después del empate con Rocafuerte Sporting Club, asesinaron a uno de los mejores futbolistas del plantel, el defensa central Freddy Castillo.
Tras esa irreparable pérdida, la hincha, los jugadores y la dirigencia sentían que se acabaría el torneo para el Ídolo de Manta, para levantar el equipo y lograr un milagro fue escogido Nexar Zambrano, quien el año anterior salió polémicamente, su primer partido fue contra Club Deportivo Colorados Jaipadida Sporting Club, se logró una victoria, este fue el inicio de una gran campaña que catapultaría al equipo a la clasificación a la última etapa, clasificando entre los mejores segundos.
Delfín ingresó al “grupo de la muerte” estaba conformado por UIDE, Pilahuin Tío Sporting Club, Anaconda FC, Fuerza Amarilla y Patria, el equipo mantense supo sacar buenos resultados en todos los partidos, tras ganar 4 a 3 a UIDE en Quito, y golear 4 a 0 a Fuerza Amarilla en Manta se consiguió el anhelado ascenso.
En la final del campeonato se enfrentó nuevamente a su eterno rival, Liga de Portoviejo, la primera final fue en Portoviejo y los cetáceos se impusieron por 1 a 2, con goles de su máxima figura, Álex George. La segunda final se empató 0 a 0 en Manta y esto le alcanzó para coronarse campeón del torneo de Segunda Categoría, bajo el mando de Néxar Zambrano.

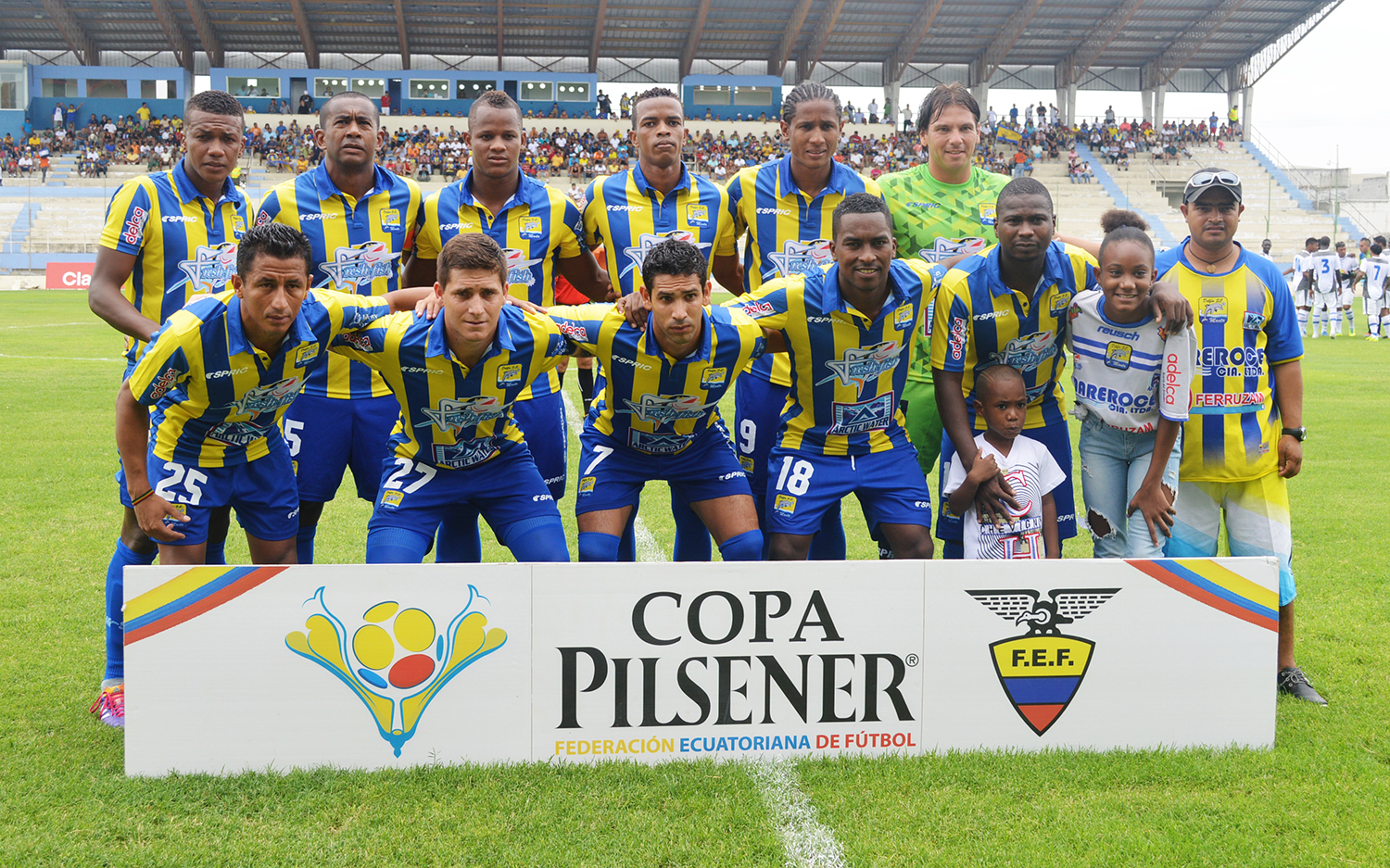
Delfín en la segunda fecha del Campeonato de la Serie B del 2014.

El 2014 fue el año del retorno a la Serie B de Ecuador. Se trató de conservar la base del equipo que logró el ascenso pero no se pudo mantener al goleador del equipo, Álex George, siendo una baja importante para el club. Sin embargo, jugadores como Juan Realpe, Márcos Cangá y Joffre Pachito se mantuvieron en el club y se reforzó la plantilla con jugadores nacionales como Marco Segura, José Caicedo Borja, Eder Palacios, Renato Cedeño, Klever Andrade, entre otros, y la cuota extranjera conformada por Francisco García, Paolo Ortiz, Johnny da Silva y Francisco Silva; el estratega fue Néxar Zambrano.
El club cetáceo arrancó con malos resultados, el juego no convencía y la mayoría de refuerzos no deslumbraban, lo que provocó la salida del entrenador Néxar Zambrano. La dirigencia encabezada por Alberto Rodríguez decidió contratar al paraguayo Raúl Duarte, se separó al delantero brasileño Johnny da Silva por bajo rendimiento y su reemplazo sería el volante paraguayo Fabián Stark. El primer partido dirigido por Duarte fue un Clásico Manabita, el cual perdió 2-0; la irregularidad del plantel nunca paró y el presidente Rodríguez dio un paso al costado, asumiendo el Ec. José Delgado, quien dio salida al nuevo refuerzo Fabián Stark, el cual fue separado al no convencer al cuerpo técnico. El cupo de extranjero dejado por el volante fue ocupado por el también paraguayo César Espinola y se trajo al goleador histórico del club, Cesar Barre, quien sería el máximo artillero del club en este torneo, con 9 tantos.
La irregularidad del club continuó y se contrató a Cirilo Montaño para reemplazar al estratega Raúl Duarte, finalmente el equipo nunca encontró rumbo, se quedó en medio camino y terminó el campeonato en la octava posición, muy lejos del ascenso.

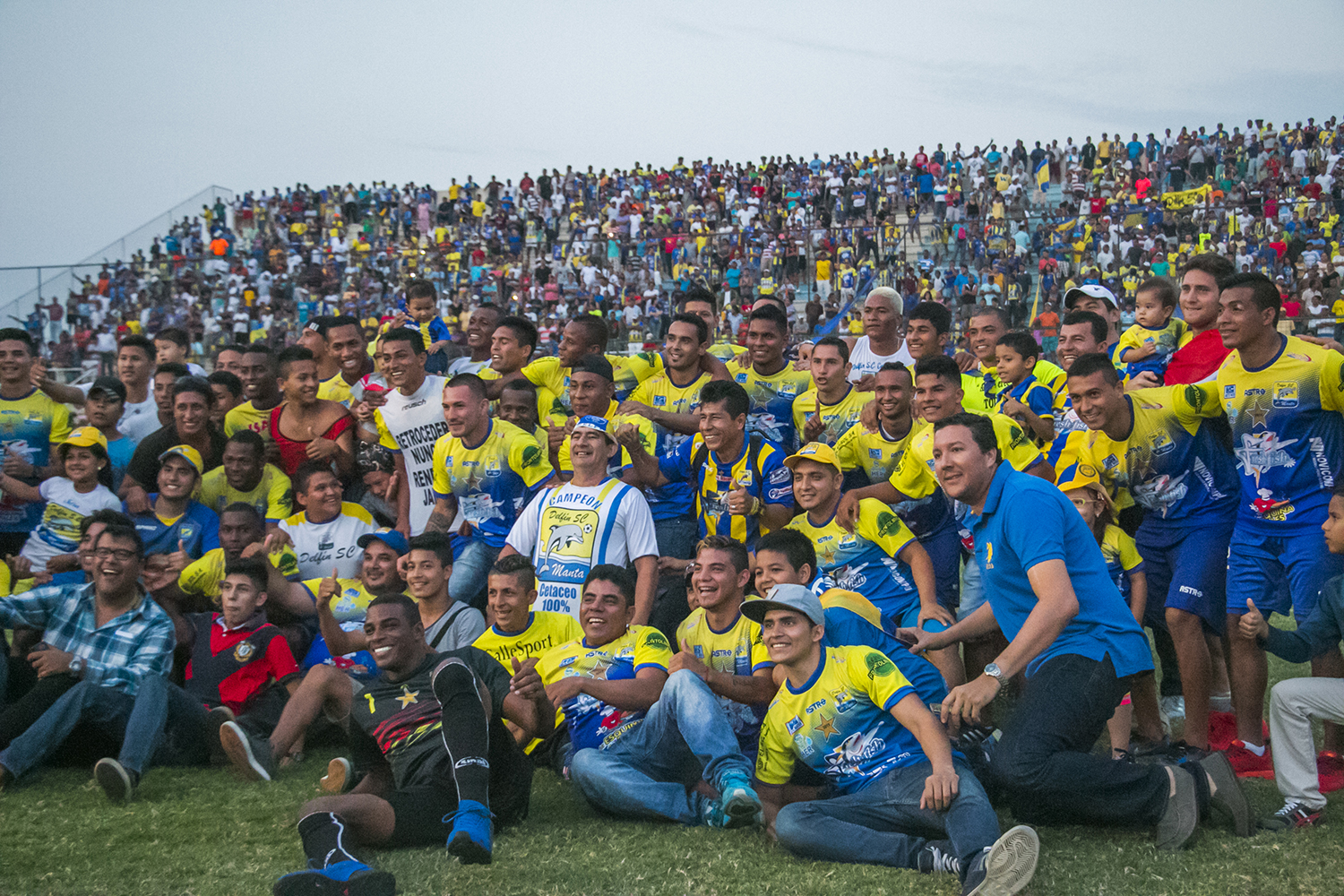
Celebración del ascenso a la Serie A.

Durante la temporada 2015, de la Serie B del fútbol ecuatoriano, Delfín hizo una campaña bastante regular, lo que le permitió estar siempre en zona de ascenso a lo largo de todo el certamen. Así, el 7 de noviembre de 2015, en la fecha 41 se enfrentó contra el Espoli, que ocupaba el antepenúltimo lugar, y ante el cual, Delfín logra un claro triunfo, que, sumado a la derrota del Imbabura S.C. ante el Gualaceo SC le dio al cuadro cetáceo el tan ansiado ascenso, necesitando solo un punto para lograr el campeonato del torneo. Esta victoria le permitió a Delfín volver a la Serie A tras 14 años de ausencia, tiempo en el cual tuvo que disputar 8 temporadas en la Serie B y 6 en la Segunda Categoría, en una de las etapas más dramáticas de la escuadra mantense. Al final, el cuadro manabita ocupó el primer lugar del torneo, superando por apenas un punto a Fuerza Amarilla.

### Máximos logros
Luego de lograr la permanencia en el campeonato de 2016, el comienzo de la temporada 2017 para Delfín no fue tan bueno como se esperaba. Se enfrentó a River Ecuador, sacando un marcador de 0-0, lo que supuso que el año iba a ser igual que el anterior.
En la siguiente fecha se enfrentó a Liga de Quito en el estadio Casa Blanca, sacando un resultado a favor de 2-0 lo que significaba un hito importante, ya que habían sido pocas las veces en las que había sacado un buen resultado en ese estadio.
El Delfín comenzaría entonces a pelear la etapa, ganando partidos importantes contra Barcelona e Independiente del Valle, y sacando dos empates valiosos a Emelec sobre la hora, siendo el único invicto del campeonato.
Delfín daría un gran paso en su objetivo de ganar la etapa al vencer a Barcelona en el Estadio Monumental, partido que remontaron con los goles de Carlos Garcés y Roberto "La Tuca" Ordóñez, siendo la primera vez que Delfín ganaba a Barcelona en su propio estadio.
El 2 de julio del 2017 es un día recordado e histórico para el club y el fútbol manabita en general pues al golear 4-1 a Liga de Quito en el estadio Jocay se adjudica la primera etapa del Campeonato Ecuatoriano 2017, clasificándose así a la gran final a disputarse en diciembre y a la fase de grupos de la Copa Conmebol Libertadores 2018, todo por primera vez en su historia.
Delfín se mostró con ganas de pelear la segunda etapa, pero su objetivo se desvió con las derrotas ante Liga de Quito, El Nacional y Universidad Católica, y el empate 3-3 con Clan Juvenil, en Quito, por lo que Emelec se quedó con la etapa y entonces sería su rival en las finales del 13 y 17 de diciembre.
Aunque la final era inminente, Delfín pudo quedarse con la localía de la segunda final al ganar a Fuerza Amarilla por 3-0, aprovechando que Emelec perdió en Quito ante El Nacional 3-1. El cetáceo jugó la doble final en el estadio George Capwell de Guayaquil en la ida y en el estadio Jocay de Manta en la  vuelta. Cayó en los 2 choques con Emelec, por goleada de 4-2 en el puerto principal y 2-0 en el puerto mantense, logrando su primer vicecampeonato en el fútbol ecuatoriano.
Delfín venía de ser vicecampeón en 2017, y encaraba también la Copa Libertadores 2018. El inicio del torneo nacional fue igual al anterior, un amargo 0-0 en Quito contra Aucas. Pero los siguientes partidos fueron derrotas: en Manta, perdieron 3-1 contra El Nacional y 1-0 con Barcelona (fechas 2 y 4), y fuera de casa perdió 2-1 contra Macará (fecha 3), además de un 3-1 ante Universidad Católica por la séptima fecha, y un 3-2 ante Técnico Universitario en la novena. Pero en Guayaquil, derrotaron a Guayaquil City por 1-0, y en Manta al Deportivo Cuenca 4-2. Además, en un duelo postergado por la fecha 8, derrotó a Liga de Quito 2-1 en Manta, y en la décima, goleó 3-1 a Emelec remontando un 0-1.
Inspirado, jugó en Sangolquí por la siguiente fecha contra el vicecampeón de América de 2016, Independiente del Valle, a quien venció por 1-0 en un partido muy parejo. Por la fecha 12, recibió al mismo Independiente, a quien venció por 2-1, siendo la primera vez que Delfín sacaba los 6 de 6 puntos contra el equipo sangolquileño.
A pesar de estos buenos resultados, cayó en Guayaquil contra Emelec por 2-1, finalizando una racha de victorias en el torneo desde el partido contra Liga de Quito.
En la primera etapa, el cetáceo quedó quinto, por detrás de Liga, Barcelona, Universidad Católica y Emelec. No obstante, en la segunda etapa le fue mejor, llegando a ser candidato, pero finalmente se quedó en la cuarta casilla con 36 puntos, uno por delante de Barcelona. En la acumulada logró llegar nuevamente a una Copa Libertadores, pero a la primera fase clasificatoria. Quedó detrás de Liga, Barcelona y Emelec. 
Aunque no ganó ninguna etapa, tuvo un buen año, pero en menor medida respecto al 2017.
En la Copa Libertadores, Delfín se ubicó en el grupo B. Realizó su debut en este torneo el 28 de febrero de 2018 con un empate 1-1 en Manta contra el club Bolívar de La Paz. En la siguiente fecha fueron goleados 4-0 en Medellín, Colombia, contra Atlético Nacional, pero en la tercera fecha vencieron 2-0 a Colo-Colo en Chile, logrando una hazaña deportiva, por el hecho de que nunca jugaron en ese país, sumando un nuevo récord para el cetáceo.
En la siguiente fecha recibió a Colo-Colo, perdiendo su partido por 1-2, con un juego vistoso de los chilenos. Golpeado, el cuadro manabita volvió a jugar en Manta, esta vez ante Atlético Nacional, demostrando un gran juego y logrando otro triunfo histórico, por 1-0, ante otro campeón del continente. Esta victoria le daba oportunidades de ir a octavos de final de la competición, situación que se definiría en la última fecha del torneo continental. Sin embargo, la derrota ante Bolívar en La Paz por 2-1, significó la eliminación de la Copa Libertadores, finalizando en último lugar del grupo con 7 puntos.
El cuarto puesto de la tabla acumulada del campeonato de 2018 le permitió a Delfín volver a disputar el máximo torneo continental, esta vez desde la Primera Fase. El sorteo realizado el 17 de diciembre de 2018 en Luque, Paraguay, determinó que el cuadro ecuatoriano se enfrente a Nacional de Paraguay.
El 22 de enero de 2019, Delfín recibió en Manta al cuadro paraguayo, al que derrotaría por un contundente 3-0 con un doblete de Roberto Ordóñez y otro de Carlos Garcés. En el partido de vuelta, Delfín remontaría un 1-0 desde el minuto 2 del partido, para obtener su segundo triunfo histórico como visitante, esta vez por 2-1, con goles de Ordóñez y Garcés, logrando así su pase a la Segunda Fase del torneo, con un marcador global de 5-1.
El 6 de febrero de 2019, Delfín enfrentó en Manta al cuadro venezolano Caracas Fútbol Club, por el partido de ida de la segunda fase del torneo. En un partido muy cerrado, Delfín se adelantó con gol de penal de Carlos Garcés, pero rápidamente Caracas reaccionó y lo empató con gol de Bernardo Añor, cerrando el 1-1, resultado final del partido. En el partido de vuelta, el 13 de febrero de 2019 en Caracas, los dos equipos empataron sin goles, con lo que Delfín quedó eliminado por la regla del gol de visitante, y Caracas accedió a la tercera fase del torneo.

#### Copa Ecuador
En los dieciseisavos de final se enfrentó al Insutec al cual lo eliminó, al ganar en el partido de ida jugado en el Estadio 7 de Octubre de Quevedo 2-1, mientras que el partido de vuelta jugado en el Estadio Jocay de la ciudad de Manta empataron sin goles, lográndose clasificar a los octavos de final.
En los octavos de final se enfrentó al Mushuc Runa (quien había eliminado en la fase anterior al Manta Fútbol Club), en el partido de ida jugado en el Estadio Jocay de Manta logró ganar 2-0, entretanto que el partido de vuelta jugado en el Estadio Cooperativa de Ahorro y Crédito Mushuc Runa cayó 1-0, pero por los goles marcados de local fue clasificado a los cuartos de final donde se enfrentó al Independiente Juniors al cual también lo eliminó con un marcador global de 3-2, tras ganar 3-2 en el partido de ida en el que Delfín fue visitante y al empatar sin goles en el partido de vuelta, lográndose de esta manera clasificarse a semifinales.
En las semifinales se enfrentó al Barcelona Sporting Club, en el partido de ida jugado en el Estadio Monumental de Guayaquil, cayó derrotado 4-1, pero en el partido de vuelta que se jugó en el Jocay lográ igualar la serie al ganar 3-0, en esa serie Delfín clasificó a la final por el gol de visitante.
En la final se enfrentó a Liga de Quito, con el cual cayó derrotado en el partido de ida 2-0 en un desastroso arbitraje que estuvo a favor del equipo Universitario y pese a ganar 3-1 en el partido de vuelta, el equipo Universitario se terminó coronando campeón por la regla del gol de visitante.

#### Campeonato ecuatoriano
Entretanto que en el Campeonato Ecuatoriano consiguió clasificar a los cuartos de final al empatar sin goles ante Independiente del Valle por la jornada 30, ya en cuartos de final se enfrentó ante el mismo Independiente del Valle al cual lo eliminó, tras empatar sin goles en el partido de ida y al empatar a dos goles por bando en el partido de vuelta pese a que el equipo rayado hizo dos goles de visitante el resultado le favoreció al Delfín para pasar a semifinales debido a su superioridad deportiva en la tabla general del torneo.
En semifinales se enfrentó al Macará al cual también lo eliminó con un marcador global de 3 a 1, tras ganar en el partido de ida jugado en el Estadio Jocay 2 a 1 y empatar 1 a 1 en el partido de vuelta jugado en el Estadio Bellavista, lográndose clasificar a la final del torneo.
En la final se enfrentó a Liga de Quito, al cual ya lo había enfrentado en una final previa por Copa Ecuador donde fue subcampeón. Mientras que en el partido de ida por el campeonato jugado en el Estadio Rodrigo Paz Delgado de Quito el equipo manabita logró sacar un empate a cero, mientras que en el partido de vuelta jugado en el Estadio Jocay de Manta también empató a cero, llegándose a definir el campeonato por medio de la tanda de penales, en la cual salió vencedor el cuadro Delfinista 2 a 1 con una actuación espectacular del portero Pedro Ortiz al atajar tres de los cinco penales cobrados por el cuadro capitalino, convirtiéndose en figura y dándole de esta manera el primer título al cuadro manabíta, todo bajo el mando del estratega argentino Fabián Bustos.
Para la temporada 2020 el club jugó su tercera Copa Libertadores clasificando como Ecuador 2 debido a que Independiente del Valle logró conquistar la Copa Sudamericana 2019 y clasificó como Ecuador 1 a la máxima cita continental. En el sorteo realizado el 17 de diciembre de 2019, el club quedó emparejado en el grupo G con Santos de Brasil, Defensa y Justicia de Argentina y Olimpia de Paraguay.

### Tras el título
El 3 de marzo de 2020 recibió en Manta a Olimpia, en el minuto 5 un trágico autogol cometido por Luis Cangá ponía en ventaja al equipo paraguayo, entonces el club logró el empate en el minuto 69 con gol de Martín Alaníz logrando un amargo empate. Tras ese partido el 10 de marzo de 2020 visitó la ciudad de Santos con una tarea muy complicada que terminó como un fracaso cuando en el minuto 30 el jugador del Santos, Lucas Veríssimo adelanto y culminó el partido con el único gol. Posteriormente ocurrió la Pandemia de COVID-19 que paralizo el mundo por completo debido a esto la copa se pauso, originalmente hasta el 15 de mayo de 2020 aunque finalmente el torneo regreso el 15 de septiembre de 2020, cuatro meses después de lo previsto. Tras el parón por la pandemia Delfín visita en Florencio Varela a Defensa y Justicia donde fue aplastado por un contundente 3-0 a favor de los locales con goles de Braian Romero, Gabriel Hachen y Nicolás Leguizamón. El 24 de septiembre de 2020 el equipo recibe en Manta a Santos en la jornada 4, para complicar la clasificación el club es derrotado por 1-2 dejándolo con 1 punto de 12 posibles con muy pocas oportunidades de clasificar a los octavos de final. Una semana después el 1 de octubre de 2020 recibe a Defensa y Justicia a los que derrotó por un notable 3-0 con goles de Janner Corozo, José Adolfo Valencia y Carlos Garcés. Con este resultado el equipo mantenía las esperanzas hasta la última jornada. En la última jornada el club visita Asunción donde se juega la clasificación en simultáneo con Defensa y Justicia, además de que Olimpia también mantenía las esperanzas para clasificar a octavos de final. En el minuto 81 con un gol de Agustín Ale, el conjunto Cetáceo ganó por 0-1 y con la simultánea derrota de Defensa y Justicia a manos de Santos el club lograba una histórica clasificación a octavos de final.
El 23 de octubre de 2020 se realizó el sorteo de la fase final de la Copa Libertadores 2020, en aquel sorteo quedó emparejado con Palmeiras de Brasil. En el partido de ida se celebró el 25 de noviembre de 2020 en el Estadio Jocay ubicado en la ciudad de Manta, desde el inicio hubo una total dominación del conjunto brasileño que se adelanto en el minuto 18 con gol de Gabriel Menino, luego en el minuto 36 Rony de penal ponía el 0-2 a favor del visitante. En el minuto 60 Zé Rafael ponía el contundente 0-3, el conjunto Cetáceo solo pudo descontar con un autogol de Ramires en el minuto 69. Tras aquel trágico partido el 2 de diciembre de 2020 el conjunto cetáceo visita la ciudad de São Paulo para enfrentarse en el partido de vuelta en el Allianz Parque al conjunto del Verdão, en donde un dominio más que abrumador del local provocó el fin de la participación del conjunto de Manta que fue aplastado por 5-0 y eliminado por el posteriormente futuro campeón de la Copa.

## Presidentes
Esta es una lista de los presidentes del Delfín Sporting Club en toda su historia:
| Período   | Presidente               |
| --------- | ------------------------ |
| 1990-1991 | Jhonny Loor              |
| 1991-1995 | Lucy Peralta             |
| 1995      | Eduardo Velásquez García |
| 1996-2003 | Héctor Delgado Alvarado  |
| 2003-2005 | Honorio Cevallos         |
| 2005-2006 | Simetrio Calderón        |
| 2006-2007 | Víctor Mendoza           |
| 2007-2008 | Wilthor Pacheco          |
| 2010      | Sinibaldo Cabarcas       |
| 2010-2011 | Honorio Cevallos         |
| 2011      | Franklin Ripalda         |
| 2012-2014 | Alberto Rodríguez        |
| 2014-2024 | José Delgado             |
| 2025-     | Ariel Graziani           |

## Uniforme
- Uniforme titular: Camiseta azul con franjas horizontales azul oscuro, pantalón azul, medias azul.
- Uniforme alterno: Camiseta amarilla, pantalón amarillo, medias amarillas.

### Evolución del uniforme titular
| 1989; 1991 | 1990 | 1992 | 1993 | 1993 | 1994 | 1995 | 1996-1997 | 1998 | 1999 |

| 2000 | 2001 | 2002 | 2003 | 2004 | 2005 | 2006 | 2007 | 2008 | 2009 |

| 2010 | 2011 | 2011 | 2012 | 2013 | 2014 | 2015 | 2016 | 2017 | 2018 |

| 2019 | 2020 | 2021 | 2022 | 2023 | 2024 |

### Evolución del uniforme alterno
| 2013 | 2014 | 2016 | 2017 | 2018 | 2019 | 2020 | 2021 | 2022 | 2023 |

| 2024 |

### Evolución del tercer uniforme
| 2018 | 2019 | 2020 | 2021 | 2022 | 2023 | 2024 |

### Modelos especiales
| Copa Libertadores 2018 Titular | Copa Libertadores 2018 Alterno | Final Copa Ecuador 2018-19, Serie A 2019 y Supercopa 2020 | Copa Libertadores 2020 Titular | Copa Libertadores 2020 Alterno | Fecha 15 de la Segunda Etapa de la Serie A 2022 Titular | Copa Sudamericana 2023 Titular |

### Auspiciantes
| Indumentaria  |                  |
| Período       | Proveedor        |
| 1989-1993     | Rhari Sport      |
| 1994-1995     | Jovim Sport      |
| 1996-1998     | Sin Marca        |
| 1998-1999     | Kelme            |
| 2000-2005     | SPRIC            |
| 2006          | Darmacio         |
| 2007          | Mafer Sports     |
| 2008          | Wellington Sport |
| 2009-2010     | SPRIC            |
| 2011          | Wellington Sport |
| 2011-2012     | SPRIC            |
| 2013          | Reusch           |
| 2014          | SPRIC            |
| 2015          | Astro            |
| 2016          | Boman            |
| 2017          | Spyro            |
| 2018          | Baldo's          |
| 2019          | Yeliyan          |
| 2020-presente | Baldo's          |

| Patrocinador  |                       |
| Período       | Patrocinador oficial  |
| 1989          | Delgado Travel        |
| 1990          | Sin Patrocinador      |
| 1990          | Rectificadora Sánchez |
| 1991-1993     | Café Pres-2           |
| 1994          | Pilsener              |
| 1995          | Coenansa              |
| 1995          | Fiat                  |
| 1996          | Sin Patrocinador      |
| 1997-2002     | Delgado Travel        |
| 2003          | Atún Yeli             |
| 2004-2005     | Pilsener              |
| 2006          | Atún Yeli             |
| 2007-2008     | Sin Patrocinador      |
| 2009          | Seafman               |
| 2010-2015     | Fresh Fish            |
| 2016-2019     | La Esquina de Ales    |
| 2019-2021     | Banco del Pacífico    |
| 2022-2024     | La Esquina de Ales    |
| 2025-presente | Hotel Oro Verde Manta |

## Popularidad
La hinchada "delfinista" es una de las hinchadas más populares de la provincia de Manabí, junto con su rival de provincia Liga Deportiva Universitaria de Portoviejo. Sin embargo, desde las buenas campañas iniciales, sumado a la campaña de concienciación durante la era de los hermanos Delgado Alvarado y con el título nacional en la era de José Delgado, Delfín Sporting Club es considerado como el Ídolo de Manta gracias a la identificación de los manteños al club del pueblo, en contraposición con el Manta Fútbol Club, identificado con el club de clases acomodadas.
En la actualidad, según las encuestas de distintos medios digitales, y gracias a la campaña de Delfín Sporting Club por el Título Nacional y que además ha jugado torneos internacionales; si bien el cetáceo es segundo más popular entre los clubes manabitas, ha ampliado su masa de afición fuera de su ciudad natal, habiendo hinchas en Montecristi, Jaramijó, Jipijapa, Puerto López y el perfil costanero del sur de Manabí.

## Estadio

### Estadio Jocay
El Estadio Jocay, de propiedad municipal, es el estadio donde juega de local el Delfín. Fue inaugurado el 14 de enero de 1962 con el nombre de Estadio Modelo de Manta y posee una capacidad de 22.000 personas reglamentariamente. Se encuentra ubicado en la ciudad de Manta, en la Av. 113 y Calle 307.
Como estadio alternativo para los partidos de local se utiliza el Estadio Reales Tamarindos ubicado en la ciudad de Portoviejo, el cual es propiedad de la Federación Deportiva de Manabí y en el que ejerce como local el club Liga de Portoviejo.

## Instalaciones

### Complejo Deportivo Los Geranios
El complejo deportivo de la institución se encuentra ubicado en el barrio Los Geranios de la ciudad de Manta y cuenta con tres canchas reglamentarias de fútbol, habitaciones para hospedar a sus jugadores, comedor, parqueadero, sala médica, área de integración, entre otros lugares de utilidad para el equipo principal y las divisiones menores.

## Datos del club
- Puesto histórico: 14.° (13.° según la RSSSF)[31]
- Temporadas en Serie A: 20 (1989-II-1995, 1998-1999, 2001, 2016-presente).[32]
- Temporadas en Serie B: 12 (1989-I, 1996-1997, 2000, 2002-2007, 2014-2015).[32]
- Temporadas en Segunda Categoría: 6 (2008-2013).
- Mejor puesto en la liga: 1.° (2019).
- Peor puesto en la liga: 11.° (1995).
- Mayor goleada a favor en torneos nacionales:
  - 9 - 0 contra Audaz Octubrino (21 de noviembre de 1999).[33]
- Mayor goleada en contra en torneos nacionales:
  - 8 - 0 contra Deportivo Quito (25 de marzo de 1995).[34]
- Mayor goleada a favor en torneos internacionales:
  - 3 - 0 contra Club Nacional de Paraguay (22 de enero de 2019) (Conmebol Libertadores 2019).
  - 3 - 0 contra Defensa y Justicia de Argentina (1 de octubre de 2020) (Conmebol Libertadores 2020).
- Mayor goleada en contra en torneos internacionales:
  - 5 - 0 contra Palmeiras de Brasil (2 de diciembre de 2020) (Conmebol Libertadores 2020).[35]
- Máximo goleador histórico: Carlos Garcés (61 goles anotados en partidos oficiales).
- Máximo goleador en torneos nacionales: Carlos Garcés (58 goles).
- Máximo goleador en torneos internacionales: Roberto Ordóñez (4 goles).
- Primer partido en torneos nacionales:
  - Aucas 3 - 0 Delfín (2 de julio de 1989 en el Estadio Olímpico Atahualpa).[36]
- Primer partido en torneos internacionales:
  - Delfín 1 - 1 Bolívar (28 de febrero de 2018 en el Estadio Jocay) (Conmebol Libertadores 2018).[37]
- Equipo filial: Club Deportivo La Paz.

### Participaciones internacionales
| Competición               | Edición           |
| ------------------------- | ----------------- |
| Conmebol Libertadores (3) | 2018, 2019, 2020. |
| Conmebol Sudamericana (3) | 2022, 2023, 2024. |

|}
Nota: En negrita competiciones vigentes en la actualidad.
| Conmebol Libertadores             | Conmebol Libertadores | Conmebol Libertadores | Conmebol Libertadores | Conmebol Libertadores | Conmebol Libertadores | Conmebol Libertadores | Conmebol Libertadores | Conmebol Libertadores                                                                       |
| Edición                           | Ronda                 | PJ                    | PG                    | PE                    | PP                    | GF                    | GC                    | Goleador                                                                                    |
| --------------------------------- | --------------------- | --------------------- | --------------------- | --------------------- | --------------------- | --------------------- | --------------------- | ------------------------------------------------------------------------------------------- |
| Copa de Campeones de América 1960 | Ecuador no participó  | Ecuador no participó  | Ecuador no participó  | Ecuador no participó  | Ecuador no participó  | Ecuador no participó  | Ecuador no participó  | Ecuador no participó                                                                        |
| Copa de Campeones de América 1961 | No se clasificó       | No se clasificó       | No se clasificó       | No se clasificó       | No se clasificó       | No se clasificó       | No se clasificó       | No se clasificó                                                                             |
| Copa de Campeones de América 1962 | No se clasificó       | No se clasificó       | No se clasificó       | No se clasificó       | No se clasificó       | No se clasificó       | No se clasificó       | No se clasificó                                                                             |
| Copa de Campeones de América 1963 | No se clasificó       | No se clasificó       | No se clasificó       | No se clasificó       | No se clasificó       | No se clasificó       | No se clasificó       | No se clasificó                                                                             |
| Copa de Campeones de América 1964 | No se clasificó       | No se clasificó       | No se clasificó       | No se clasificó       | No se clasificó       | No se clasificó       | No se clasificó       | No se clasificó                                                                             |
| Copa Libertadores 1965            | No se clasificó       | No se clasificó       | No se clasificó       | No se clasificó       | No se clasificó       | No se clasificó       | No se clasificó       | No se clasificó                                                                             |
| Copa Libertadores 1966            | No se clasificó       | No se clasificó       | No se clasificó       | No se clasificó       | No se clasificó       | No se clasificó       | No se clasificó       | No se clasificó                                                                             |
| Copa Libertadores 1967            | No se clasificó       | No se clasificó       | No se clasificó       | No se clasificó       | No se clasificó       | No se clasificó       | No se clasificó       | No se clasificó                                                                             |
| Copa Libertadores 1968            | No se clasificó       | No se clasificó       | No se clasificó       | No se clasificó       | No se clasificó       | No se clasificó       | No se clasificó       | No se clasificó                                                                             |
| Copa Libertadores 1969            | No se clasificó       | No se clasificó       | No se clasificó       | No se clasificó       | No se clasificó       | No se clasificó       | No se clasificó       | No se clasificó                                                                             |
| Copa Libertadores 1970            | No se clasificó       | No se clasificó       | No se clasificó       | No se clasificó       | No se clasificó       | No se clasificó       | No se clasificó       | No se clasificó                                                                             |
| Copa Libertadores 1971            | No se clasificó       | No se clasificó       | No se clasificó       | No se clasificó       | No se clasificó       | No se clasificó       | No se clasificó       | No se clasificó                                                                             |
| Copa Libertadores 1972            | No se clasificó       | No se clasificó       | No se clasificó       | No se clasificó       | No se clasificó       | No se clasificó       | No se clasificó       | No se clasificó                                                                             |
| Copa Libertadores 1973            | No se clasificó       | No se clasificó       | No se clasificó       | No se clasificó       | No se clasificó       | No se clasificó       | No se clasificó       | No se clasificó                                                                             |
| Copa Libertadores 1974            | No se clasificó       | No se clasificó       | No se clasificó       | No se clasificó       | No se clasificó       | No se clasificó       | No se clasificó       | No se clasificó                                                                             |
| Copa Libertadores 1975            | No se clasificó       | No se clasificó       | No se clasificó       | No se clasificó       | No se clasificó       | No se clasificó       | No se clasificó       | No se clasificó                                                                             |
| Copa Libertadores 1976            | No se clasificó       | No se clasificó       | No se clasificó       | No se clasificó       | No se clasificó       | No se clasificó       | No se clasificó       | No se clasificó                                                                             |
| Copa Libertadores 1977            | No se clasificó       | No se clasificó       | No se clasificó       | No se clasificó       | No se clasificó       | No se clasificó       | No se clasificó       | No se clasificó                                                                             |
| Copa Libertadores 1978            | No se clasificó       | No se clasificó       | No se clasificó       | No se clasificó       | No se clasificó       | No se clasificó       | No se clasificó       | No se clasificó                                                                             |
| Copa Libertadores 1979            | No se clasificó       | No se clasificó       | No se clasificó       | No se clasificó       | No se clasificó       | No se clasificó       | No se clasificó       | No se clasificó                                                                             |
| Copa Libertadores 1980            | No se clasificó       | No se clasificó       | No se clasificó       | No se clasificó       | No se clasificó       | No se clasificó       | No se clasificó       | No se clasificó                                                                             |
| Copa Libertadores 1981            | No se clasificó       | No se clasificó       | No se clasificó       | No se clasificó       | No se clasificó       | No se clasificó       | No se clasificó       | No se clasificó                                                                             |
| Copa Libertadores 1982            | No se clasificó       | No se clasificó       | No se clasificó       | No se clasificó       | No se clasificó       | No se clasificó       | No se clasificó       | No se clasificó                                                                             |
| Copa Libertadores 1983            | No se clasificó       | No se clasificó       | No se clasificó       | No se clasificó       | No se clasificó       | No se clasificó       | No se clasificó       | No se clasificó                                                                             |
| Copa Libertadores 1984            | No se clasificó       | No se clasificó       | No se clasificó       | No se clasificó       | No se clasificó       | No se clasificó       | No se clasificó       | No se clasificó                                                                             |
| Copa Libertadores 1985            | No se clasificó       | No se clasificó       | No se clasificó       | No se clasificó       | No se clasificó       | No se clasificó       | No se clasificó       | No se clasificó                                                                             |
| Copa Libertadores 1986            | No se clasificó       | No se clasificó       | No se clasificó       | No se clasificó       | No se clasificó       | No se clasificó       | No se clasificó       | No se clasificó                                                                             |
| Copa Libertadores 1987            | No se clasificó       | No se clasificó       | No se clasificó       | No se clasificó       | No se clasificó       | No se clasificó       | No se clasificó       | No se clasificó                                                                             |
| Copa Libertadores 1988            | No se clasificó       | No se clasificó       | No se clasificó       | No se clasificó       | No se clasificó       | No se clasificó       | No se clasificó       | No se clasificó                                                                             |
| Copa Libertadores 1989            | No se clasificó       | No se clasificó       | No se clasificó       | No se clasificó       | No se clasificó       | No se clasificó       | No se clasificó       | No se clasificó                                                                             |
| Copa Libertadores 1990            | No se clasificó       | No se clasificó       | No se clasificó       | No se clasificó       | No se clasificó       | No se clasificó       | No se clasificó       | No se clasificó                                                                             |
| Copa Libertadores 1991            | No se clasificó       | No se clasificó       | No se clasificó       | No se clasificó       | No se clasificó       | No se clasificó       | No se clasificó       | No se clasificó                                                                             |
| Copa Libertadores 1992            | No se clasificó       | No se clasificó       | No se clasificó       | No se clasificó       | No se clasificó       | No se clasificó       | No se clasificó       | No se clasificó                                                                             |
| Copa Libertadores 1993            | No se clasificó       | No se clasificó       | No se clasificó       | No se clasificó       | No se clasificó       | No se clasificó       | No se clasificó       | No se clasificó                                                                             |
| Copa Libertadores 1994            | No se clasificó       | No se clasificó       | No se clasificó       | No se clasificó       | No se clasificó       | No se clasificó       | No se clasificó       | No se clasificó                                                                             |
| Copa Libertadores 1995            | No se clasificó       | No se clasificó       | No se clasificó       | No se clasificó       | No se clasificó       | No se clasificó       | No se clasificó       | No se clasificó                                                                             |
| Copa Libertadores 1996            | No se clasificó       | No se clasificó       | No se clasificó       | No se clasificó       | No se clasificó       | No se clasificó       | No se clasificó       | No se clasificó                                                                             |
| Copa Libertadores 1997            | No se clasificó       | No se clasificó       | No se clasificó       | No se clasificó       | No se clasificó       | No se clasificó       | No se clasificó       | No se clasificó                                                                             |
| Copa Libertadores 1998            | No se clasificó       | No se clasificó       | No se clasificó       | No se clasificó       | No se clasificó       | No se clasificó       | No se clasificó       | No se clasificó                                                                             |
| Copa Libertadores 1999            | No se clasificó       | No se clasificó       | No se clasificó       | No se clasificó       | No se clasificó       | No se clasificó       | No se clasificó       | No se clasificó                                                                             |
| Copa Libertadores 2000            | No se clasificó       | No se clasificó       | No se clasificó       | No se clasificó       | No se clasificó       | No se clasificó       | No se clasificó       | No se clasificó                                                                             |
| Copa Libertadores 2001            | No se clasificó       | No se clasificó       | No se clasificó       | No se clasificó       | No se clasificó       | No se clasificó       | No se clasificó       | No se clasificó                                                                             |
| Copa Libertadores 2002            | No se clasificó       | No se clasificó       | No se clasificó       | No se clasificó       | No se clasificó       | No se clasificó       | No se clasificó       | No se clasificó                                                                             |
| Copa Libertadores 2003            | No se clasificó       | No se clasificó       | No se clasificó       | No se clasificó       | No se clasificó       | No se clasificó       | No se clasificó       | No se clasificó                                                                             |
| Copa Libertadores 2004            | No se clasificó       | No se clasificó       | No se clasificó       | No se clasificó       | No se clasificó       | No se clasificó       | No se clasificó       | No se clasificó                                                                             |
| Copa Libertadores 2005            | No se clasificó       | No se clasificó       | No se clasificó       | No se clasificó       | No se clasificó       | No se clasificó       | No se clasificó       | No se clasificó                                                                             |
| Copa Libertadores 2006            | No se clasificó       | No se clasificó       | No se clasificó       | No se clasificó       | No se clasificó       | No se clasificó       | No se clasificó       | No se clasificó                                                                             |
| Copa Libertadores 2007            | No se clasificó       | No se clasificó       | No se clasificó       | No se clasificó       | No se clasificó       | No se clasificó       | No se clasificó       | No se clasificó                                                                             |
| Copa Libertadores 2008            | No se clasificó       | No se clasificó       | No se clasificó       | No se clasificó       | No se clasificó       | No se clasificó       | No se clasificó       | No se clasificó                                                                             |
| Copa Libertadores 2009            | No se clasificó       | No se clasificó       | No se clasificó       | No se clasificó       | No se clasificó       | No se clasificó       | No se clasificó       | No se clasificó                                                                             |
| Copa Libertadores 2010            | No se clasificó       | No se clasificó       | No se clasificó       | No se clasificó       | No se clasificó       | No se clasificó       | No se clasificó       | No se clasificó                                                                             |
| Copa Libertadores 2011            | No se clasificó       | No se clasificó       | No se clasificó       | No se clasificó       | No se clasificó       | No se clasificó       | No se clasificó       | No se clasificó                                                                             |
| Copa Libertadores 2012            | No se clasificó       | No se clasificó       | No se clasificó       | No se clasificó       | No se clasificó       | No se clasificó       | No se clasificó       | No se clasificó                                                                             |
| Copa Libertadores 2013            | No se clasificó       | No se clasificó       | No se clasificó       | No se clasificó       | No se clasificó       | No se clasificó       | No se clasificó       | No se clasificó                                                                             |
| Copa Libertadores 2014            | No se clasificó       | No se clasificó       | No se clasificó       | No se clasificó       | No se clasificó       | No se clasificó       | No se clasificó       | No se clasificó                                                                             |
| Copa Libertadores 2015            | No se clasificó       | No se clasificó       | No se clasificó       | No se clasificó       | No se clasificó       | No se clasificó       | No se clasificó       | No se clasificó                                                                             |
| Copa Libertadores 2016            | No se clasificó       | No se clasificó       | No se clasificó       | No se clasificó       | No se clasificó       | No se clasificó       | No se clasificó       | No se clasificó                                                                             |
| Conmebol Libertadores 2017        | No se clasificó       | No se clasificó       | No se clasificó       | No se clasificó       | No se clasificó       | No se clasificó       | No se clasificó       | No se clasificó                                                                             |
| Conmebol Libertadores 2018        | Fase de grupos        | 6                     | 2                     | 1                     | 3                     | 6                     | 9                     | Andrés Chicaiza: 2                                                                          |
| Conmebol Libertadores 2019        | Segunda fase          | 4                     | 2                     | 2                     | 0                     | 6                     | 2                     | Roberto Ordóñez y Carlos Garcés: 3                                                          |
| Conmebol Libertadores 2020        | Octavos de final      | 8                     | 2                     | 1                     | 5                     | 7                     | 15                    | Martín Alaníz , Juan Rojas , Janner Corozo , José Valencia , Carlos Garcés y Agustín Ale: 1 |
| Conmebol Libertadores 2021        | No se clasificó       | No se clasificó       | No se clasificó       | No se clasificó       | No se clasificó       | No se clasificó       | No se clasificó       | No se clasificó                                                                             |
| Conmebol Libertadores 2022        | No se clasificó       | No se clasificó       | No se clasificó       | No se clasificó       | No se clasificó       | No se clasificó       | No se clasificó       | No se clasificó                                                                             |
| Conmebol Libertadores 2023        | No se clasificó       | No se clasificó       | No se clasificó       | No se clasificó       | No se clasificó       | No se clasificó       | No se clasificó       | No se clasificó                                                                             |
| Conmebol Libertadores 2024        | No se clasificó       | No se clasificó       | No se clasificó       | No se clasificó       | No se clasificó       | No se clasificó       | No se clasificó       | No se clasificó                                                                             |
| Conmebol Libertadores 2025        | No se clasificó       | No se clasificó       | No se clasificó       | No se clasificó       | No se clasificó       | No se clasificó       | No se clasificó       | No se clasificó                                                                             |
| Total                             |                       | 18                    | 6                     | 4                     | 8                     | 19                    | 26                    | Roberto Ordóñez y Carlos Garcés: 4                                                          |

| Conmebol Sudamericana      | Conmebol Sudamericana | Conmebol Sudamericana | Conmebol Sudamericana | Conmebol Sudamericana | Conmebol Sudamericana | Conmebol Sudamericana | Conmebol Sudamericana | Conmebol Sudamericana |
| Edición                    | Ronda                 | PJ                    | PG                    | PE                    | PP                    | GF                    | GC                    | Goleador              |
| -------------------------- | --------------------- | --------------------- | --------------------- | --------------------- | --------------------- | --------------------- | --------------------- | --------------------- |
| Copa Sudamericana 2002     | No se clasificó       | No se clasificó       | No se clasificó       | No se clasificó       | No se clasificó       | No se clasificó       | No se clasificó       | No se clasificó       |
| Copa Sudamericana 2003     | No se clasificó       | No se clasificó       | No se clasificó       | No se clasificó       | No se clasificó       | No se clasificó       | No se clasificó       | No se clasificó       |
| Copa Sudamericana 2004     | No se clasificó       | No se clasificó       | No se clasificó       | No se clasificó       | No se clasificó       | No se clasificó       | No se clasificó       | No se clasificó       |
| Copa Sudamericana 2005     | No se clasificó       | No se clasificó       | No se clasificó       | No se clasificó       | No se clasificó       | No se clasificó       | No se clasificó       | No se clasificó       |
| Copa Sudamericana 2006     | No se clasificó       | No se clasificó       | No se clasificó       | No se clasificó       | No se clasificó       | No se clasificó       | No se clasificó       | No se clasificó       |
| Copa Sudamericana 2007     | No se clasificó       | No se clasificó       | No se clasificó       | No se clasificó       | No se clasificó       | No se clasificó       | No se clasificó       | No se clasificó       |
| Copa Sudamericana 2008     | No se clasificó       | No se clasificó       | No se clasificó       | No se clasificó       | No se clasificó       | No se clasificó       | No se clasificó       | No se clasificó       |
| Copa Sudamericana 2009     | No se clasificó       | No se clasificó       | No se clasificó       | No se clasificó       | No se clasificó       | No se clasificó       | No se clasificó       | No se clasificó       |
| Copa Sudamericana 2010     | No se clasificó       | No se clasificó       | No se clasificó       | No se clasificó       | No se clasificó       | No se clasificó       | No se clasificó       | No se clasificó       |
| Copa Sudamericana 2011     | No se clasificó       | No se clasificó       | No se clasificó       | No se clasificó       | No se clasificó       | No se clasificó       | No se clasificó       | No se clasificó       |
| Copa Sudamericana 2012     | No se clasificó       | No se clasificó       | No se clasificó       | No se clasificó       | No se clasificó       | No se clasificó       | No se clasificó       | No se clasificó       |
| Copa Sudamericana 2013     | No se clasificó       | No se clasificó       | No se clasificó       | No se clasificó       | No se clasificó       | No se clasificó       | No se clasificó       | No se clasificó       |
| Copa Sudamericana 2014     | No se clasificó       | No se clasificó       | No se clasificó       | No se clasificó       | No se clasificó       | No se clasificó       | No se clasificó       | No se clasificó       |
| Copa Sudamericana 2015     | No se clasificó       | No se clasificó       | No se clasificó       | No se clasificó       | No se clasificó       | No se clasificó       | No se clasificó       | No se clasificó       |
| Copa Sudamericana 2016     | No se clasificó       | No se clasificó       | No se clasificó       | No se clasificó       | No se clasificó       | No se clasificó       | No se clasificó       | No se clasificó       |
| Conmebol Sudamericana 2017 | No se clasificó       | No se clasificó       | No se clasificó       | No se clasificó       | No se clasificó       | No se clasificó       | No se clasificó       | No se clasificó       |
| Conmebol Sudamericana 2018 | No se clasificó       | No se clasificó       | No se clasificó       | No se clasificó       | No se clasificó       | No se clasificó       | No se clasificó       | No se clasificó       |
| Conmebol Sudamericana 2019 | No se clasificó       | No se clasificó       | No se clasificó       | No se clasificó       | No se clasificó       | No se clasificó       | No se clasificó       | No se clasificó       |
| Conmebol Sudamericana 2020 | No se clasificó       | No se clasificó       | No se clasificó       | No se clasificó       | No se clasificó       | No se clasificó       | No se clasificó       | No se clasificó       |
| Conmebol Sudamericana 2021 | No se clasificó       | No se clasificó       | No se clasificó       | No se clasificó       | No se clasificó       | No se clasificó       | No se clasificó       | No se clasificó       |
| Conmebol Sudamericana 2022 | Primera Fase          | 2                     | 0                     | 1                     | 1                     | 1                     | 3                     | Andrés Chicaiza: 1    |
| Conmebol Sudamericana 2023 | Primera Fase          | 1                     | 0                     | 0                     | 1                     | 0                     | 4                     | ND                    |
| Conmebol Sudamericana 2024 | Fase de grupos        | 7                     | 3                     | 2                     | 2                     | 14                    | 10                    | José Angulo: 5        |
| Conmebol Sudamericana 2025 | No se clasificó       | No se clasificó       | No se clasificó       | No se clasificó       | No se clasificó       | No se clasificó       | No se clasificó       | No se clasificó       |
| Total                      |                       | 10                    | 3                     | 3                     | 4                     | 15                    | 17                    | José Angulo: 5        |

### Resumen estadístico
- Última actualización: 11 de marzo de 2025.

| Competición                      | Part | PJ  | PG  | PE  | PP  | GF  | GC   | DG   | PTS | Mejor resultado  |
| -------------------------------- | ---- | --- | --- | --- | --- | --- | ---- | ---- | --- | ---------------- |
| Torneos nacionales               |      |     |     |     |     |     |      |      |     |                  |
| Campeonato Ecuatoriano de Fútbol | 17   | 612 | 208 | 155 | 249 | 759 | 943  | -184 | 779 | Campeón          |
| Copa Ecuador                     | 2    | 11  | 7   | 1   | 3   | 19  | 14   | +5   | 22  | Subcampeón       |
| Supercopa de Ecuador             | 2    | 3   | 1   | 1   | 1   | 8   | 8    | 0    | 4   | Subcampeón       |
| Torneos internacionales          |      |     |     |     |     |     |      |      |     |                  |
| Copa Libertadores de América     | 3    | 18  | 6   | 4   | 8   | 19  | 26   | -7   | 22  | Octavos de final |
| Copa Sudamericana                | 3    | 10  | 3   | 3   | 4   | 15  | 17   | -2   | 12  | Fase de grupos   |
| Total                            | 27   | 648 | 223 | 162 | 263 | 811 | 1000 | -189 | 831 | 1 título         |

## Jugadores

### Plantilla 2025
- Última actualización: 13 de julio de 2025.

#### Altas y bajas primer semestre 2025
- Última actualización: 29 de enero de 2025.

| Altas             |                |                         |
| Jugador           | Posición       | Procedencia             |
| José Cárdenas     | Guardameta     | Orense                  |
| Luis Caicedo      | Defensa        | Always Ready            |
| Mateo Burdisso    | Defensa        | Patronato               |
| Nahuel Gallardo   | Defensa        | Independiente Rivadavia |
| Jean Estacio      | Centrocampista | Mushuc Runa             |
| Édison Vega       | Centrocampista | Técnico Universitario   |
| Joaquín León      | Centrocampista | Juventud Unida          |
| Brahian Cuello    | Centrocampista | Instituto (C)           |
| Erick Mendoza     | Centrocampista | Imbabura S. C.          |
| Janus Vivar       | Delantero      | Universidad Católica    |
| Mateo Levato      | Delantero      | Ferro Carril Oeste      |
| Franco Zicarelli  | Delantero      | Talleres (RdE)          |
| Hancel Batalla    | Delantero      | Aucas                   |
| Miguel Briceño    | Delantero      | Always Ready            |
| Bajas             |                |                         |
| Jugador           | Posición       | Destino                 |
| Pierre Bellolio   | Guardameta     | Bandera de ?            |
| Pedro Perlaza     | Defensa        | Mushuc Runa             |
| Nicolás Goitea    | Defensa        | Huracán                 |
| Ignacio Gariglio  | Defensa        | Deportivo Garcilaso     |
| Gianni Cagua      | Centrocampista | Potros del Este         |
| Héctor Chávez     | Centrocampista | Chacaritas              |
| Enzo Gaggi        | Centrocampista | Gimnasia de Mendoza     |
| Mariano Miño      | Centrocampista | Belgrano                |
| Nicolás Messiniti | Delantero      | Independiente           |
| Michael Mieles    | Delantero      | Aucas                   |
| José Angulo       | Delantero      | Unión de Santa Fe       |
| Jostin Alman      | Delantero      | Técnico Universitario   |

### Goleadores

#### Máximos goleadores históricos
| N.° | Jugador              | Temporadas        | Goles |
| --- | -------------------- | ----------------- | ----- |
| 1   | Carlos Garcés        | 2017-2020.        | 82    |
| 2   | Cesar Barre          | 2004 2012 2014.   | 65    |
| 3   | Roberto Ordóñez      | 2017-2019.        | 32    |
| 4   | José Gavica          | 1998-1999 y 2001. | 28    |
| 5   | Maximiliano Barreiro | 2016.             | 26    |
| 6   | Pedro Varela         | 1991.             | 24    |
| 7   | Jhon Jairo Cifuente  | 2020-2022.        | 24    |

#### Goleadores en Campeonato Ecuatoriano de Fútbol
| N.° | Jugador              | Temporada | Goles |
| --- | -------------------- | --------- | ----- |
| 1   | Pedro Varela         | 1991      | 24    |
| 2   | Maximiliano Barreiro | 2016      | 26    |

Fuente: RSSSF

## Entrenadores
- Nelson Brizuela (2001)
- Miguel Salvador (2001)
- Enrique Della Vecchia (2001-2002)
- Leonel Montoya (2003)
- Hernán Saavedra (2004)
- Miguel Falero (2005)
- Dusan Dráskovic (2005)
- Geovanny Mera (2006)
- José Valencia (2006)
- Benicio Aranda (2007)
- Roberto Batallas (2009)
- Juan Carlos Bedoya (2010)
- Franklin Ripalda (2010)
- Fernando Alcívar (2011)
- Nexar Zambrano (2012)
- Juan García (2012)
- Gilberto Quiñónez (2013)
- Nexar Zambrano (2013-2014)
- Raúl Duarte (2014)
- Segundo Montaño (2014)
- Fabián Bustos (2015-2016)
- Diego Alarcón (2016)
- Octavio Zambrano (2016)
- Guillermo Sanguinetti (2017-2018)
- Fabián Bustos (2018-2019)
- Ángel López (2020)
- Carlos Ischia (2020)
- Jefferson Huertas (2020)
- Miguel Ángel Zahzú (2020)
- Paúl Vélez (2021)
- Horacio Montemurro (2021)
- Guillermo Sanguinetti (2022)
- Guillermo Duró (2022-2024)
- Juan Pablo Buch (2024)

## Otras secciones y filiales

### Club Deportivo La Paz
Club Deportivo La Paz es un club de fútbol ecuatoriano originario de la ciudad de Manta, filial del Delfín Sporting Club. Fue fundado el 13 de noviembre de 1985 Actualmente milita en la Segunda Categoría de Manabí.

## Palmarés

### Torneos nacionales (1)
| Competición                      | Títulos       | Subcampeonatos |
| -------------------------------- | ------------- | -------------- |
| Serie A de Ecuador (1/1)         | 2019.         | 2017.          |
| Copa Ecuador (0/1)               |               | 2018-19.       |
| Supercopa de Ecuador (0/1)       |               | 2020.          |
| Serie B de Ecuador (2/2)         | 1989-I, 2015. | 1997, 2000.    |
| Segunda Categoría de Ecuador (1) | 2013.         |                |

### Torneos provinciales
| Competición                       | Títulos     | Subcampeonatos |
| --------------------------------- | ----------- | -------------- |
| Segunda Categoría de Manabí (2/2) | 2011, 2012. | 2009, 2013.    |

Torneos Amistosos Internacional (1)
Copa Make A Wish (1): 2017 